# Parasceva
Parasceva  è un nome proprio di persona italiano femminile.

## Varianti
- Femminili: Parasceve[1]

### Varianti in altre lingue
- Greco bizantino: Παρασκευη (Paraskeve)[2]
  - Maschili: Παρασκευας (Paraskevas)[2]
- Greco moderno: Παρασκευή (Paraskeuī)[2]
  - Maschili: Παρασκευας (Paraskeuas)[2]

- Polacco: Paraskewa
- Latino: Parasceves[1]
- Macedone: Параскева (Paraskeva)[2]
- Polacco: Paraskewa

- Rumeno: Parascheva
- Russo: Прасковья (Praskov'ja)[2]
- Serbo: Параскева (Paraskeva)

## Origine e diffusione
Deriva dal greco Παρασκευη (Paraskeve), basato sul termine παρασκευη (paraskeue), che significa "preparazione", con cui gli ebrei ellenisti indicavano il venerdì (giorno della preparazione al sabato).

## Onomastico
L'onomastico si può festeggiare il 20 marzo in memoria di santa Parasceva, martire con Ciriaca, Anatolio, Fotide, Fozio e altri compagni a Roma. Con questo nome si ricorda anche, il 14 ottobre, santa Parasceva la Giovane (o Paraskeva dei Balcani, o di Iasi), eremita a Costantinopoli.

## Persone

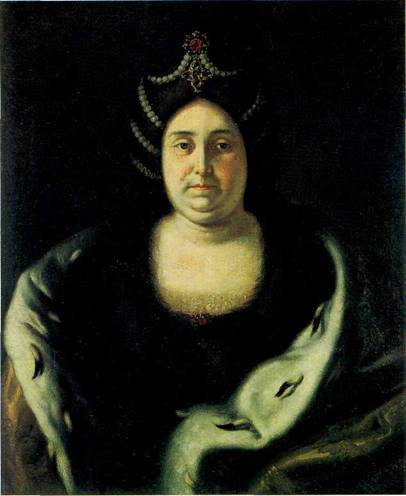
Praskov'ja Saltykova

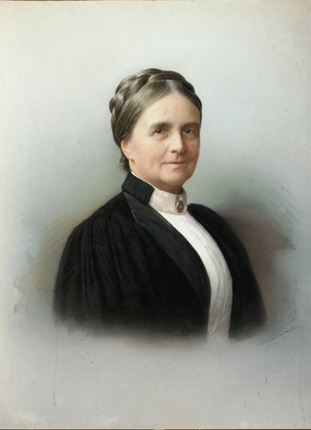
Praskov'ja Ščerbatova

- Parascheva di Iaşi, religiosa bizantina
- Parasceva di Roma, santa romana

### Variante Paraskeuī
- Paraskeuī Papachristou, atleta greca
- Paraskeuī Patoulidou, atleta greca
- Paraskeuī Tsiamita, atleta greca

### Variante Praskov′ja
- Praskov′ja Parchomenko, astronoma sovietica
- Praskov'ja Rumjanceva, nobildonna russa
- Praskov'ja Saltykova, zarina di Russia
- Praskov'ja Ščerbatova, storica e archeologa russa
- Praskov'ja Trubeckaja, nobildonna russa

### Variante maschile Paraskeuas
- Paraskeuas Antzas, calciatore greco
- Paraskeuas Christou, calciatore cipriota

## Il nome nelle arti
- Praskov'ja Vlas'evna è un personaggio dell'opera di Pëtr Il'ič Čajkovskij Il Voevoda.